# باشگاه فوتبال استراتفورد تاون
باشگاه فوتبال استراتفورد تاون (به انگلیسی: Stratford Town Football Club) یک باشگاه فوتبال در شهر استراتفورد، کشور انگلستان است که در سال ۱۹۴۱ میلادی تأسیس شده‌است.